# Henryk Mikunda
Henryk Karol Mikunda (ur. 1 czerwca 1917, zm. 21 sierpnia 1988) – polski piłkarz, pomocnik.
Karierę zaczynał w zespołach z rodzinnego miasta: Klubie Sportowym 06 Mysłowice (1930–1933 i 1934–1937) i Robotniczym Klubie Sportowym (1932–1934). Piłkarzem Ruchu został pod koniec 1937, już w następnym roku sięgnął po tytuł mistrza Polski. Miał pewne miejsce w zespole także w następnym sezonie, a 27 maja 1939 rozegrał swój jedyny mecz w kadrze Polski. Tego dnia reprezentacja zremisowała z Belgią 3:3.
W czasie wojny został powołany do Wehrmachtu, służył na froncie włoskim. Po przejściu na stronę aliantów służył w 3 Dywizji Strzelców Karpackich. Do Polski wrócił w 1947 i zaczął grać w swoim pierwszym klubie (funkcjonującym pod nazwą Lechia 06 Mysłowice). Później był także szkoleniowcem. Pochowany na cmentarzu parafialnym w Mysłowicach (sektor A2, rząd 4, grób 16)